# Akan
Akani su etnička skupina u zapadnoj Africi iz šire grupe Kwa. Skupina uključuje Ašante,Anje, Fante i narod Nzema u Gani i Obali Slonovače.Broje oko 13 000 000 pripadnika,od cega 11, 300 000 u Gani i 1,700 000 u Obali Slonovače.Vjera prevashodno kršsćnska oko 70%,islam 5% ostali su animisti.
Grane akanskih naroda također uključuju Abron i Afutu.
Od 15. do 19. stoljeća Akani su dominirali iskopavanjem zlata i trgovinom zlatom u regiji. Poznati su po svojim zlatnim utezima koje su proizvodili uporabom metode kovanja poznate kao "izgubljeni vosak". 
Neke od njihovih najvažnijih mitoloških priča su poznate kao Anansasem. Anansesem također može značiti i "putničke priče". ("Paukove stories" priče su poznate kao Nyankomsem "riječi nebeskog boga"). Te priče se uglavnom, ali ne uvijek, vrte oko Kwaku Anansea, prevaranta-paučnog duha.
Najvažniji bog je Nyame ("onaj koji zna i vidi sve").

## Vanjske poveznice
- Akan gold trade